# Ricky Wellman
Ricky Wellman (rodným jménem Ricardo Dalvert Wellman; 11. dubna 1956 – 23. listopadu 2013) byl americký bubeník. V roce 1976 se stal členem skupiny Chucka Browna nazvané The Soul Searchers. V Brownově skupině Wellman hrál až do roku 1987. V roce 1989 hrál na albu Amandla trumpetisty Milese Davise a doprovázel jej rovněž na turné. V roce 1997 odehrál turné jako člen skupiny Santana. Během své kariéry spolupracoval i s dalšími hudebníky, mezi které patří Kenny Garrett, Bob Belden nebo Paolo Rustichelli. Zemřel na rakovinu pankreatu ve svých sedmapadesáti letech.
Jeho otec Frank Wellman byl rovněž bubeník.